# Belinda Stowell
Belinda Stowell, född den 28 maj 1971 i Harare, är en australisk seglare.
Hon tog OS-guld i 470 i samband med de olympiska seglingstävlingarna 2000 i Sydney.